# Balk (De Fryske Marren)

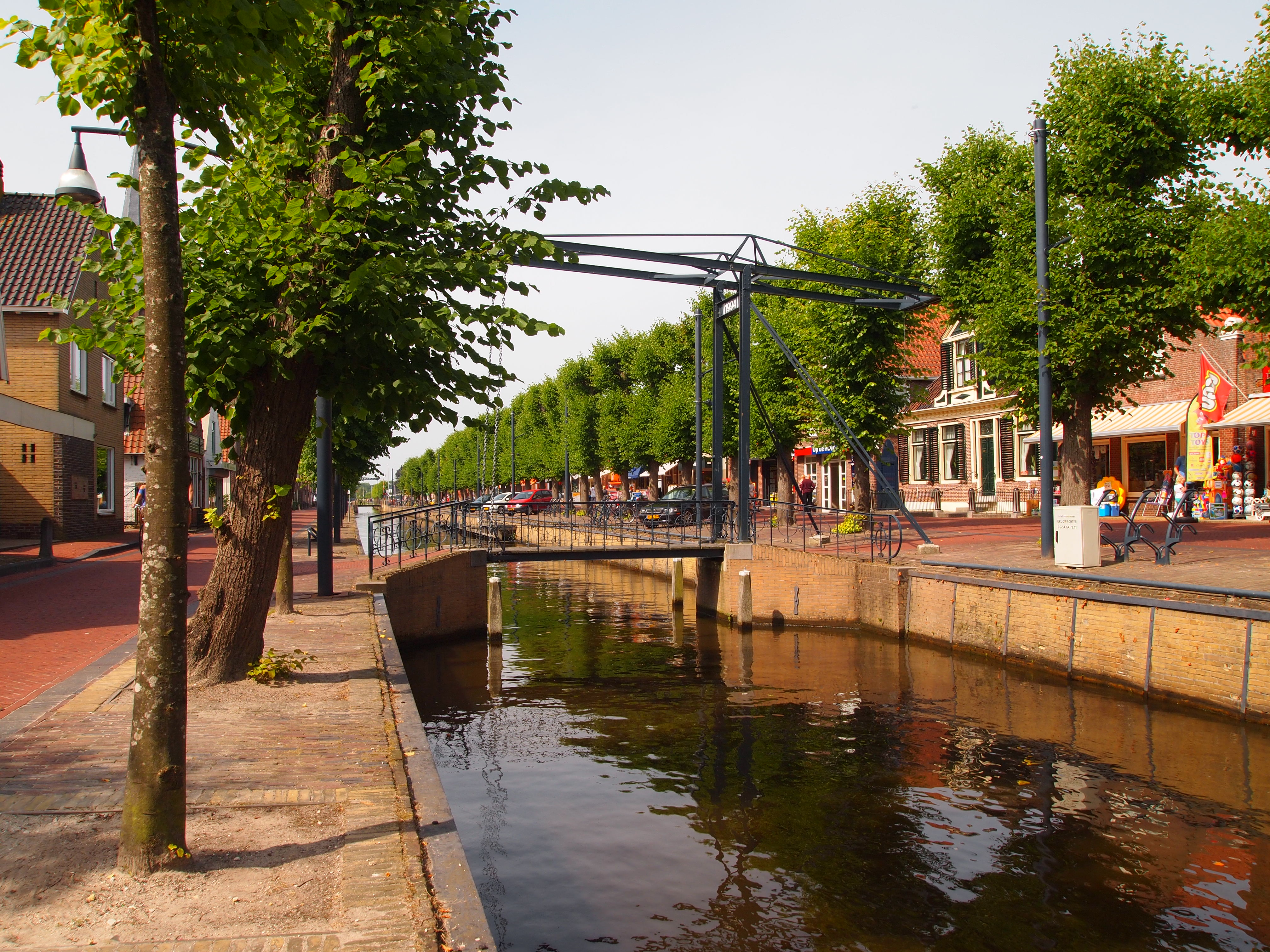
Blick auf die Luts in Balk

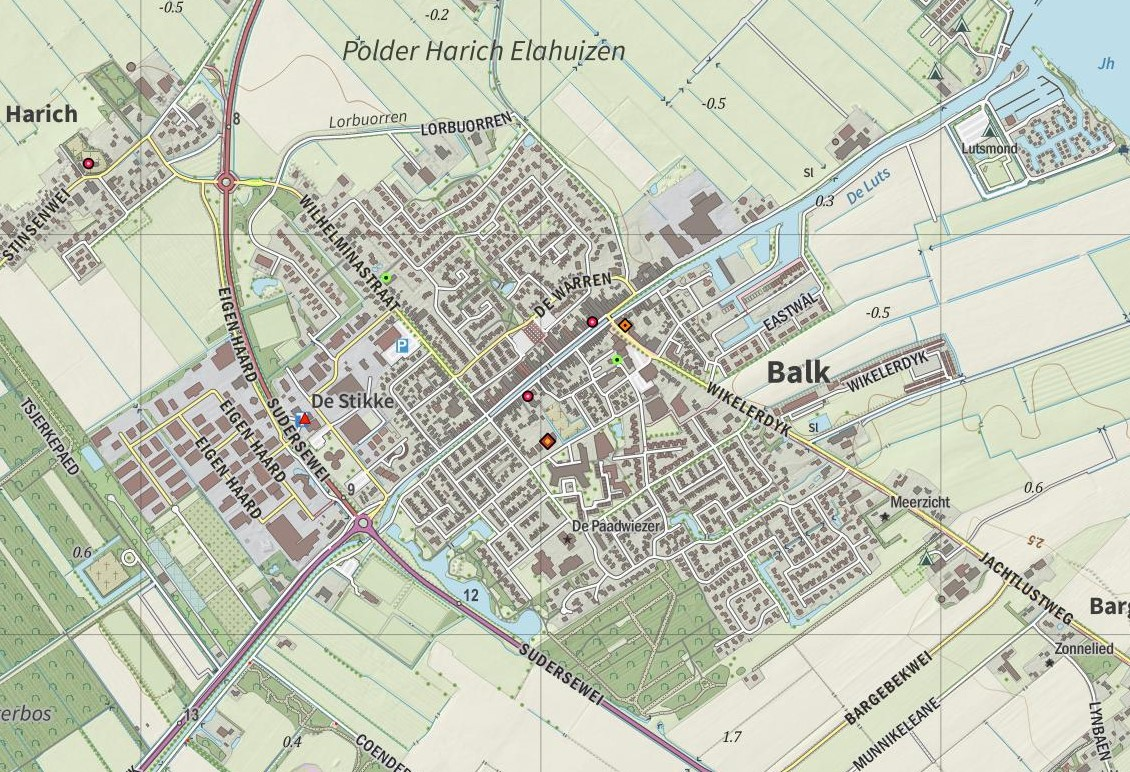
Karte von Balk

Balk ist ein Ort in der Gemeinde De Fryske Marren in der niederländischen Provinz Friesland.

## Lage
Der Ort liegt nordwestlich von Lemmer und südlich von Woudsend zwischen Harich und Wijckel. Der Fluss Luts fließt kanalisiert durch den Ort, der am südlichen Ende des Slotermeers liegt. Das  Naturschutzgebiet Bremer Wildernis liegt südlich von Balk.

## Geschichte
Balk entstand aus einer einfachen Balkenbrücke über den Luts, daher der Ortsname. Die ursprüngliche Holzbalkenbrücke wurde später ersetzt. Erstmals wurde Balk 1491 als Balc erwähnt. Balk wurde später auch „toe balc“, Wyckelderbalk und Balck genannt. Zunächst gehörte Balk zu Harich, hat diesen aber längst an Größe überholt.

## Sport in Balk
Balk ist ein Zentrum für Wassersport. Neben Segelschulen den der Luts, die den Ort mit dem Slotermeer verbindet, befindet sich am Rande des Slotermeers ein Yachthafen. In kalten Wintern läuft die Elfstedentocht vom Slotermeer kommend über die Luts durch den Ort.

## Persönlichkeiten
- Jetze Doorman  (1881–1931), niederländischer Fechter und Pentathlet.